# Victoria River (vattendrag i Kanada)
Victoria River är ett vattendrag i Kanada.   Det ligger i provinsen Newfoundland och Labrador, i den östra delen av landet, 1 500 km öster om huvudstaden Ottawa.
I omgivningarna runt Victoria River växer i huvudsak blandskog. Trakten runt Victoria River är nära nog obefolkad, med mindre än två invånare per kvadratkilometer.